# 卢比拉城堡
卢比拉城堡（Ruperra Castle或Rhiwperra Castle）是一个城堡风格大宅，列国家二级保护建筑，历史纪念物。始建于1626年，现今城堡部分仍存。

## 历史
1626年，第一代从男爵托马斯·摩根（Sir Thomas Morgan, 1st Baronet）建造了此城堡。当时摩根是彭布罗克伯爵的大总管（Steward），这是威尔士首批大宅式城堡。查理一世国王于1645年在参与Naseby之战后在此城堡下榻2晚。因此机缘，卢比拉城堡南门头得以使用国王盾徽，从Rudry到城堡的路也因此被称为“国王之道”（"King's Drive"）
之后，“商人”约翰摩根（在伦敦从事西印度贸易致富）花费了12,400磅购入城堡自用，他终身未婚。1715年，他死后该城堡由摩根家族继承、并入摩根家族的崔迪迦庄园（Tredegar estates）。
1785年，城堡被大火焚毁，随后重建为崔迪迦庄园领主的主居所，尤其是在19世纪中。
第一代崔迪迦子爵、第二代男爵高德飞·摩根（Godfrey Charles Morgan, 1st Viscount Tredegar, 2nd Baron）在此城堡出生。他在克里米亚战争中担任第17枪骑兵队长，他的联队在Balaklava参与了著名的轻骑兵冲锋之役。
维多利亚早期，城堡新建了许多设施，包括3个新的客房，1826年新建了一个铁桥。
铁桥主要用于让城堡的人们可以乘马车经过卢比拉树林（Coed Craig Ruperra）过Rhymney河前往下马亨邨教堂（Lower Machen Church）参加主日崇拜。
1909年，子爵去世，他的儿子费德里克摩根上校（Colonel Frederick Courtenay Morgan）继承了城堡。其子科特尼·摩根（Courtenay Morgan, 1st Viscount Tredegar）翻新了城堡，他修复了1895年失火烧毁的马厩、稍微修改了主楼、在鹿苑（deer park）里新建了一个水库和一个水泵房，还新建了个锅炉房，安装了2台蒸汽发电机。
1840年代修建的酿酒房、洗衣房和奶牛场被改建为佣人房。
科特尼之子艾万（Evan Morgan, 2nd Viscount Tredegar, 4th Baron）是一个诗人，同时也是作家奥尔德斯·赫胥黎、阿尔弗雷德·道格拉斯勋爵、Augustus John、Nancy Cunard、 H. G. Wells的好友。他在此城堡长大并继承了它。后来，黄色新闻大王威廉·赫斯特应其情人Marion Davies要求在南威尔士买一套房产而洽询伊万是否愿意出售卢比拉城堡，但遭到拒绝。后来，Marion在《乡村生活》杂志上看到了格拉摩根谷地的St Donat's城堡便让赫斯特于1925买了下来送给她。
到了1935年，摩根家开始衰落。虽然在卢比拉城堡花了不菲的资金整修，摩根家主要居所改为崔迪迦大宅，卢比拉城堡被用于周末游猎。全部3,000英畝（1,200公頃）的庄园挂牌出售。城堡内的东西要么搬到了崔迪迦大宅要么就被3日拍卖卖掉了。从此卢比拉城堡无人看管，开始荒芜。
紧接而来，第二次世界大战爆发，英国陆军于1941年接管了城堡，期间有美军进驻并因吸烟引发火灾，建筑遭到焚毁。
战后，城堡被连同周围土地以农地形式出售，城堡自身再无得到修复或使用，直至今日。
商人Ashraf Barakat于1998年购入此地，意图复兴威尔士的马球运动。
他申请在城堡内改建9间公寓，但遭到规划局拒绝，理由是城堡和周边有保护动物大马蹄蝙蝠和小马蹄蝙蝠栖息。
Ashraf申请夷平城堡建筑以兴建马球会，更遭拒绝。
2010年，Ashraf决定宣告破产清算，城堡及周边14亩地以150万英镑的价格挂牌出售，买家对剩余16亩地有优先选购权。
2014年7月成交售出。今日城堡及地块由卢比拉基金会管理，城堡旁边有一个小型的跑马场。